# Тайнинская (платформа)
Тайни́нская — остановочный пункт Ярославского направления Московской железной дороги в городе Мытищи одноимённого городского округа Московской области.
Состоит из трёх платформ, двух боковых и одной островной, соединённых между собой надземным переходом. Платформа в сторону Ярославского вокзала сдвинута к северу. Реконструирована в 2003—2004 годах. Центральная островная платформа не используется и частично демонтирована. III путь платформы не имеет.
В 2013 году платформа была оборудована турникетами.
Время движения от Ярославского вокзала 28 минут.

## Происхождение названия
Платформа названа по селу, расположенному в 5 км от станции, около МКАД рядом с Осташковским шоссе. Село Тайнинское упоминается в источниках с начала XVI века, а основано было ещё раньше. Первичная форма названия: Тани́нское. Этимология непонятна, что приводит к «переосмыслению»: в XVIII веке село превращается в Тайни́цкое, а в XIX — в Тайни́нское. Эти варианты привязаны к слову «тайна». Этому способствовала известность Тайни́цких башен, имевшихся в кремлях многих городов (например, в Нижегородском), имевших тайники — колодцы или калитки в стене для водоснабжения во время осад, а также известность тайных приездов в это село Ивана Грозного.

## Общественный транспорт
| № маршрута автобуса | Станции железной дороги           | Конечные остановки                                      |
| ------------------- | --------------------------------- | ------------------------------------------------------- |
| 2                   | Перловская                        | Тайнинское, улица Борисовка                             |
| 7                   | Перловская, Мытищи (часть рейсов) | Тайнинское, Мытищи (часть рейсов), НИИОХ (часть рейсов) |
| 12 (без льгот)      | Перловская, Мытищи                | МГКБ, Тайнинское                                        |
| 17                  | Перловская, Мытищи                | Перловская баня, Дружба, Мытищи                         |
| 24                  | Перловская, Мытищи, Долгопрудная  | Мытищи, Долгопрудная                                    |
| 25                  | Перловская, Мытищи, Лобня         | Мытищи, Лобня                                           |
| 27 (без льгот)      | Перловская, Мытищи, Строитель     | Стрелковая улица, 3-я Крестьянская улица                |
| б/н (заказной)      | -                                 | Ашан                                                    |

## В литературе
— Тайнинка — место известное. Там вам голову оторвут и в глаза бросят.Константин Паустовский, «Блистающие облака»